# JW생명과학
JW생명과학 주식회사(-生命科學 株式會社)는 대한민국의 제약 기업이다.

## 경영
2023년 영업이익이 전년 대비 11% 증가하였다

## 같이 보기
- JW그룹
- JW중외제약